# دنی آرکان
دنی آرکان (فرانسوی: Denys Arcand‎؛ زاده ۲۵ ژوئن ۱۹۴۱) کارگردان، فیلم‌نامه‌نویس و تهیه‌کننده فیلم اهل کانادا است.
وی از سال ۱۹۶۲ میلادی تاکنون مشغول فعالیت بوده‌است.
آرکند بخاطر فیلم تهاجم بربرها برنده جایزه اسکار بهترین فیلم غیر انگلیسی‌زبان سال ۲۰۰۳ شده‌است. ایشان در سال ۲۰۱۴ فیلم سلطنت زیبایی را کارگردانی کرده‎اند. 